# Rhododendron correoides
Rhododendron correoides är en ljungväxtart som beskrevs av J. J. Smith. Rhododendron correoides ingår i släktet rododendron, och familjen ljungväxter. Inga underarter finns listade i Catalogue of Life.